# Zitterbäk
Die „Zitterbäk“ (bäk ist niederdeutsch für Bach) ist ein ganzjähriges Fließgewässer 3. Ordnung südlich von Stralsund in Mecklenburg-Vorpommern.

## Name und Verlauf
Die Zitterbäk verläuft in einer eiszeitlichen Abflussrinne vom Krummenhäger See in Richtung Strelasund. Sie nimmt in ihrem Lauf noch mehrere nicht namentlich bezeichnete, kleinere Zuflüsse auf und ist kurz vor ihrer Einmündung in den Voigdehäger Teich ein beachtlicher Bach mit großer Wasserführung, der einige Bedeutung in der Wirtschaftsgeschichte Stralsunds erlangte. Sie stellt den Hauptzufluss zur Talsperre in Andershof dar. Diese ist wohl eine der ältesten Talsperren in Nordostdeutschland. Ihr Ursprung geht auf die Bautätigkeit von Zisterziensermönchen des Klosters Neuenkamp Ende des 13. Jahrhunderts (ca. 1290) zurück.
Die Zitterbäk mit ihren Zuflüssen speiste den Teich aus südwestlich gelegenen versumpften Niederungen (Mooren). Durch die Morphologie des angrenzenden Geländes (relativ steile Hänge) fließt auch eine nicht geringe Menge an Oberflächen- und Sickerwasser den Gewässern zu.

## Nutzung
Um dieses Wasserreservoir zu erweitern und für die nahe gelegene Stadt Stralsund zu nutzen, bauten die Mönche im sogenannten „Höllengrund“, im Bereich des heutigen Gartencenters Sundflor, einen 315 Meter langen und 7,9 Meter hohen Staudamm aus Geschiebemergel. Damit konnte die Teichfläche um 19,9 Hektar auf nunmehr 23,1 Hektar erweitert werden. Das Wasservolumen des so entstandenen „Andershofer Teiches“ betrug 700.000 Kubikmeter.

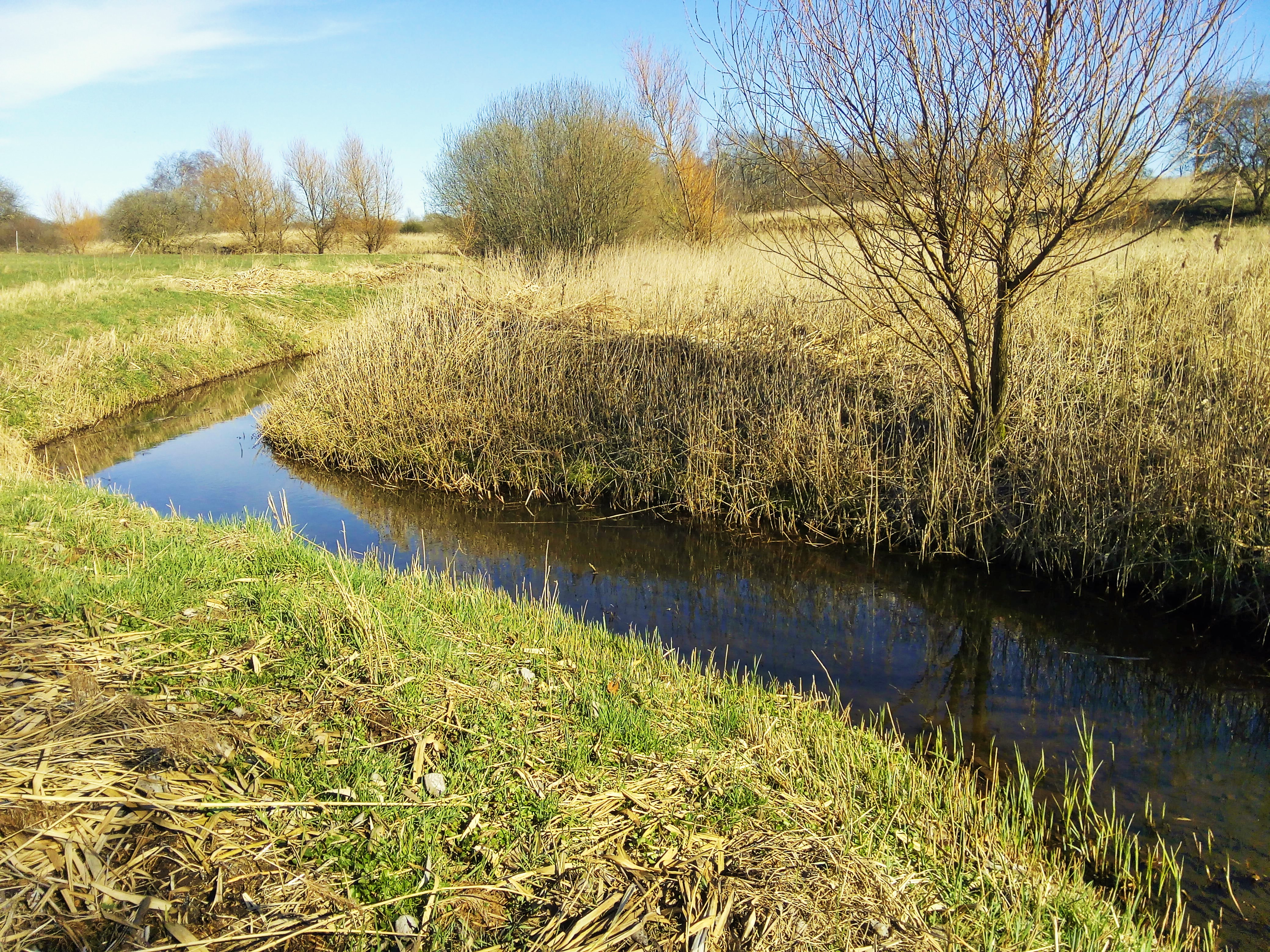
Die Zitterbäk als Zulauf für den Bauernteich und Voigdehäger Teich ist in ihrer natürlichen Form nahezu unbegradigt. Teilweise ist der Bach verrohrt.

Es wurden zwei Teichabläufe angelegt und zwar einer vom nördlichen Ufer über eine Länge von ca. 450 Meter zum Strelasund hin und ein zweiter in Richtung Frankenteich der Hansestadt, der sogenannte „Hohe Graben“. Der Letztgenannte sollte den wirtschaftlichen Nutzen des Projektes sicherstellen. An ihm baute man in Stralsund, im Bereich der Alten Rostocker Straße, die sogenannte „Kupfermühle“, welche noch bis in das 19. Jahrhundert in Betrieb war. Der zweite Vorteil des Projektes war die zusätzliche Wassereinspeisung in die Stralsunder Teiche, sowie die Möglichkeit der Fischzucht.
Dieses System wurde erst im 19. Jahrhundert verändert und zwar mit dem Bau der Angermünde-Stralsunder Eisenbahn. Ein Bahndamm mit zwei Durchlässen wurde zwischen 1863 und 1878 durch den „Andershofer Teich“ geschüttet. Dieser Damm teilte das Gewässer in die nunmehr sogenannten Bereiche „Andershofer See“ und „Voigdehäger See“.